# Love and Sex With Robots
Love and Sex With Robots (em português: Amor e Sexo Com Robôs), por David Levy, é um livro sobre o futuro desenvolvimento de robôs que poderão fazer sexo com humanos. O livro diz que esta prática tornar-se-á rotineira por volta do ano 2050.